# Ярега (река)
Я́рега (в верхней половине — Нефтянка, Большой Войвож; нен. Ярэйяха) — река в России, протекает по Республике Коми в муниципальном округе Ухта. Устье реки находится в 37 км по правому берегу от устья реки Ухты около посёлка Водный. Длина реки составляет 21 км.
Система водного объекта: Ухта → Ижма → Печора → Баренцево море.

## Этимология
Название реки Ярега является искажённым нен. Ярэйяха, где ярэй — «сухой, песчаный», яха — «река».

## Данные водного реестра
По данным государственного водного реестра России относится к Двинско-Печорскому бассейновому округу, водохозяйственный участок реки — Печора от впадения реки Уса до водомерного поста Усть-Цильма, речной подбассейн реки — Печора ниже впадения Усы. Речной бассейн реки — Печора.
Код объекта в государственном водном реестре — 03050300112103000076653.